# Мемориал Славин
Мемориал Славин (словац. Slavín) — памятник в Братиславе, столице Словакии, установленный в честь солдат Советской Армии, павших за освобождение Братиславы от оккупационных немецких подразделений вермахта во время Второй мировой войны.

## История
Мемориал был построен между 1957 и 1960 годами на месте полевого кладбища и был открыт 3 апреля 1960 года по случаю 15-й годовщины освобождения города. На его стенах перечислены города Словакии с датами их освобождения.

## Описание
На кладбище похоронено 6845 советских солдат. Памятник построен по аналогии с Дворцом культуры и науки в сталинском архитектурном стиле. В 1961 году он был объявлен национальным памятником культуры. Его архитектором был Ян Светлик. На вершине 42-метрового обелиска была установлена 12,5-метровая статуя советского солдата работы словацкого скульптора Александра Тризуляки.
Мемориал состоит из:
- Торжественная лестница.
- Кладбище с могилами (6 братских могил, 278 индивидуальных могил) 6845 советских солдат, павших при освобождении Братиславы.
- Центральный торжественный зал с различными статуями, надписями и символическими саркофагами из белого мрамора. На нем также установлен 42-метровый обелиск, увенчанный статуей советского солдата, а на внешних стенах — надписи о датах освобождения различных мест Словакии в 1944—1945 годах.

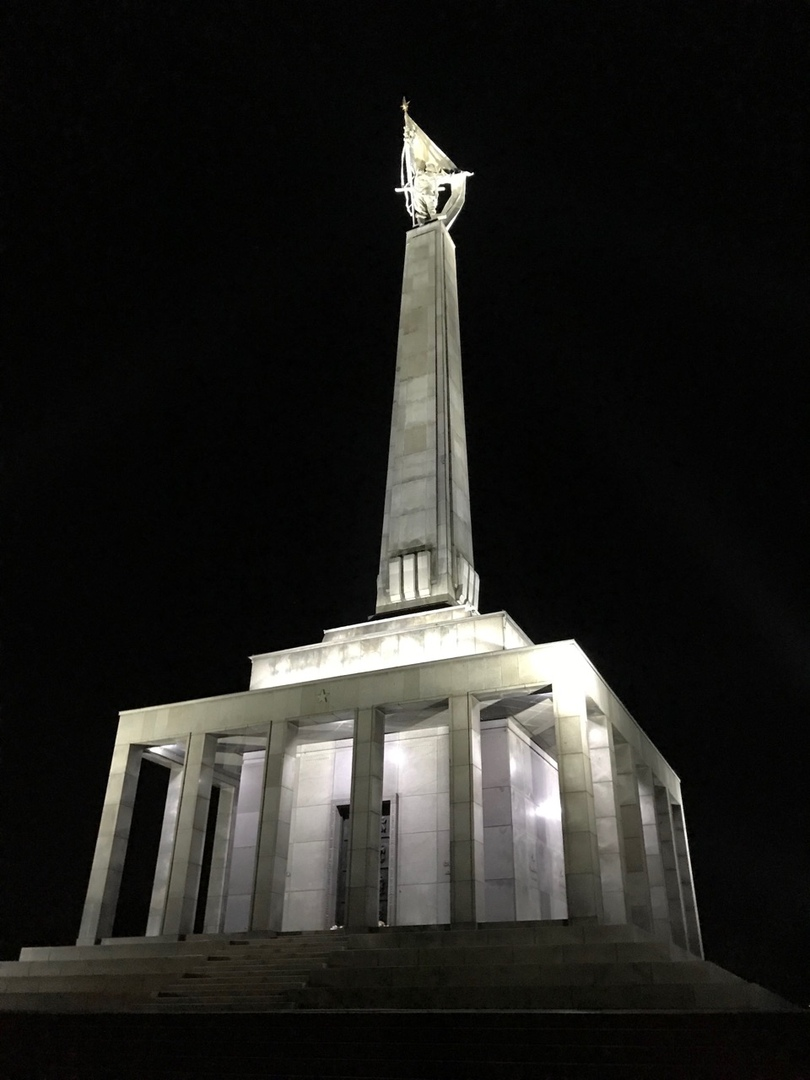
Славин

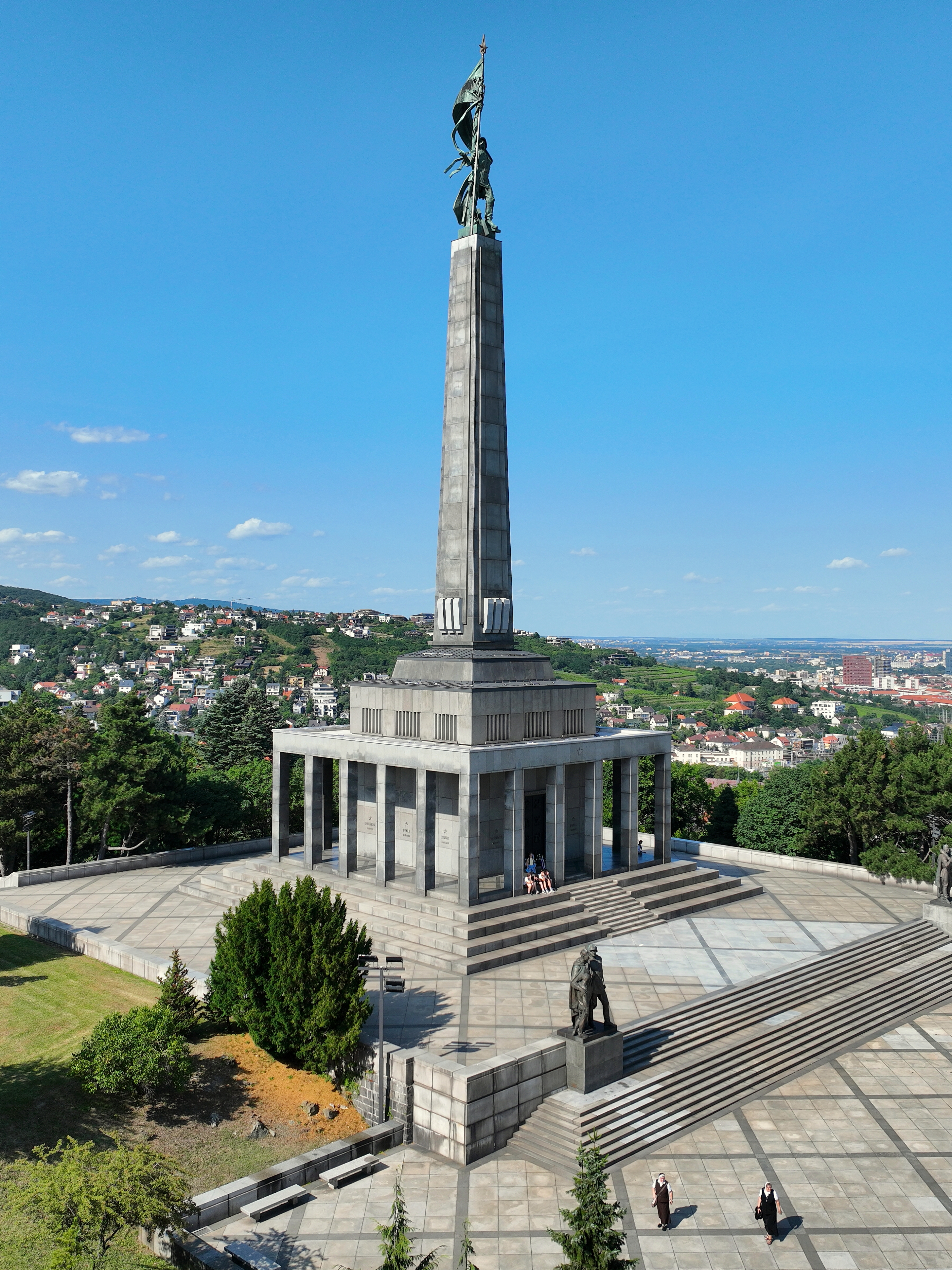
Slavin

## Ресурсы
- HAJDIN, Š. KOSTKA, J. 1975. Slavín. Obzor, 1975. 96 c. 22.B.27988. KUCHARIK, J. 2016. Bratislava : Tourist Guide. Dajama, 2016. 240 c. ISBN 9788081360657.
- visitbratislava.com